# Acid mandelic
Acidul mandelic este un alfa-hidroxiacid aromatic cu formula chimică C6H5CH(OH)CO2H. Este un solid cristalin solubil în apă și în solvenți organici polari.

## Izolare și obținere

### Izolare
Acidul mandelic a fost descoperit în anul 1831 de către farmacistul german Ferdinand Ludwig Winckler (1801–1868), în urma încălzirii cu acid clorhidric a amigdalinei, dintr-un extract de migdale amare. Denumirea acidului provine de la cuvântul din germană Mandel (migdală). Derivați de acid mandelic (acidul vanilmandelic) se formează ca urmare a metabolizării adrenalinei și noradrenalinei în prezența monoamin-oxidazei (MAO) și a catecol-O-metil-transferazei (COMT).

### Obținere
Acidul mandelic se obține de obicei în urma hidrolizei în mediu acid a nitrilului mandelic, care este cianhidrina benzaldehidei. Nitrilul mandelic se mai poate prepara prin reacția benzaldehidei cu bisulfit de sodiu, urmată de reacția cu cianură de sodiu; la final, se aplică hidroliza acidă:
Metode alternative de preparare presupun hidroliza bazică a acidului fenil-cloroacetic și a dibromoacetofenonei. O altă cale este încălzirea cu alcalii a fenilglioxalului.

## Utilizări
Acidul mandelic a fost utilizat pentru multă vreme ca antiseptic urinar. De asemenea, a fost utilizat ca antidiabetic oral și a fost un constituent al tratamentelor pentru exfoliere facială (similar altor alfa-hidroxiacizi). Există și unii esteri ai acidului mandelic utilizați ca medicamente, de exemplu homatropina.